# I successi (Mimmo Locasciulli)
I successi è una raccolta del cantautore italiano Mimmo Locasciulli, pubblicato nel 1999 dall'etichetta discografica D.V. More Record.

## Descrizione
Raccolta composta da 12 brani e pubblicata solo su CD. Risulta praticamente una replica della raccolta precedente, Il meglio, ma con due brani in meno, Siamo noi e Ballando. 

## Tracce
CD (D.V. Record, CD DV 6375)
1. Pixi Dixie Fixi – 3:05
2. Sognadoro – 4:35
3. Due amiche – 3:44
4. Canzone di sera – 3:06
5. Due ore – 3:27
6. Cara Lucia – 4:24
7. Intorno a trent'anni – 4:06
8. Confusi in un playback – 4:45
9. Buona fortuna – 5:13
10. Piccola luce – 4:36
11. Luna vagabonda – 4:02
12. Natalina – 3:21

Durata totale: 48:24